# みどりぐみ
みどりぐみは、加藤みどりと野村道子が立ち上げた朗読集団。

## 概要
2007年8月、加藤みどりと野村道子の2人の呼びかけに 役者・声優として活動している若手が集まり、結成した。「プロの朗読集団」として、定期公演や出張公演などを行っている。

## メンバー
- 安芸けい子（ムーブマン）
- 小村彩佳
- 尾野夕子
- 齋藤響
- 下田レイ（賢プロダクション）
- 津久井裕子
- 羽芝千晶
- 林友博
- 平野佳奈

## 主なOB
- 木下鈴奈（賢プロダクション）
- 〆野潤子（賢プロダクション）
- 高森奈津美（プロ・フィット）